# Hydropsyche staphylostirpis
Hydropsyche staphylostirpis är en nattsländeart som beskrevs av Wolfram Mey 1998. Hydropsyche staphylostirpis ingår i släktet Hydropsyche och familjen ryssjenattsländor. Inga underarter finns listade i Catalogue of Life.